# Merci, Chérie
Merci, Chérie ist das Gewinnerlied des Grand Prix Eurovision de la Chanson 1966 in Luxemburg.

## Inhalt
Komponiert wurde es von Udo Jürgens und Thomas Hörbiger und interpretiert von Jürgens. Trotz des französischen Titels ist der Text auf Deutsch verfasst. Das Lied handelt von einem Mann, der seiner Geliebten beim Abschied für gute Zeiten und positive Augenblicke dankt.

## Eurovision Song Contest
Es war die dritte Teilnahme von Udo Jürgens für Österreich beim Eurovision Song Contest in Folge, nachdem er 1964 mit Warum nur, warum? den sechsten Platz und 1965 mit Sag ihr, ich laß sie grüßen den vierten Platz belegt hatte. In einem Teilnahmefeld von 18 Ländern startete Jürgens auf Nummer 9 und konnte schließlich 31 Jurypunkte auf sich vereinigen.

## Chartplatzierungen
Die Single erreichte Platz vier der deutschen Singlecharts, Platz zwei in Österreich und Platz 19 in den Niederlanden.
In Deutschland bekam Jürgens für den Erfolg eine Platin-Schallplatte für eine Million verkaufte Einheiten von seinem Musiklabel überreicht, das Stück zählt somit zu den meistverkauften Singles in Deutschland. In Frankreich verkaufte sich Merci, Chérie über 350.000 Mal.
Im Juni 1966 erreichte das Lied in der von Baker Cavendish und Johnny Anthey arrangierten und von Vince Hill interpretierten englischen Version Platz 36 der britischen Singlecharts. Eine schwedische Version, zu der Al Sundström den Text verfasste, wurde im selben Jahr von Gunnar Wiklund und Nisse Hanséns Orchester aufgenommen. Bent Fabric veröffentlichte eine Instrumentalversion auf seinem Album Operian Lovebirds. Weitere Coverversionen gibt es von Adoro, Belinda Carlisle, Bobby Darin, Karel Gott, Peter Alexander, Paul Mauriat, Tim Fischer, Ricky King, Harry Snell, Fereydun Farrochsad,  Helene Fischer, Nicole und Annett Louisan.